# Vladimir Přikryl
Vladimír Přikryl (Josef) (ur. 3 sierpnia 1895 w m. Horní Studénky, zm. 13 kwietnia 1968 w Pilźnie) – czechosłowacki wojskowy, generał brygady.

## Życiorys
Jego ojcem był nauczyciel Josef, a matką Josefa. Początkowo nosił imię Josef, które zmienił po przejściu na prawosławie, oficjalnie zmiana nastąpiła 12 grudnia 1928 roku.
W latach 1910–1914 uczył się w średnie szkole rolniczej w Ołomuńcu. Następnie podjął studia na Wyższej Szkole Rolniczej w Taborze, gdzie ukończył dwa semestry, po czym został powołany do wojska.
W dniu 2 kwietnia 1915 roku został wcielony jako kandydat na oficera do 13 pułku piechoty w Ołomuńcu, następnie został skierowany do szkoły oficerów rezerwy w Opawie. Po jej ukończeniu jako kadet-aspirant został w dniu 25 sierpnia 1915 roku skierowany na front rosyjski. W dniu 20 lipca 1916 roku dostał się do niewoli rosyjskiej.
Następnie przebywał w obozach jenieckich w Tomsku, Omsku i Nowonikołajewsku. W dniu 1 grudnia 1916 roku zgłosił się na ochotnika do Legionu Czechosłowackiego. Służbę rozpoczął w 1 czechosłowackim pułku zapasowym w Bobrujsku 28 lipca 1917 roku, skąd został wysłany do szkoły oficerskiej. Po jej ukończeniu 16 września 1917 roku skierowany został do 1 pułku zapasowego w Żytomierzu, w pułku tym służył do 27 marca 1918 roku, zajmując w nim kolejno stanowiska dowódcy plutonu, a od 14 stycznia 1919 roku dowódcy szkoły podoficerskiej. Wraz z tym pułkiem uczestniczył w odwrocie Korpusu Czechosłowackiej z Ukrainy. Następnie po przemianowaniu pułku na 9 pułk strzelecki latem 1919 roku, uczestniczył w walkach odwrotowych do Władywostoku, pełniąc kolejno funkcję dowódcy: pociągu sztabowego pułku, oddziału telefoniczno-telegraficznego, p.o. szefa kwatermistrzostwa pułku, dowódcy półbatalionu w Omsku (2 września – 8 października 1918) i oficera kadrowego pułku. W dniu 5 sierpnia 1920 roku powrócił wraz z oddziałami Korpusu Czechosłowackiego do kraju.
Po powrocie pozostał w wojsku i w latach 1920–1933 służył w 9 pułku piechoty w Mostach, a później w Jáchymovie. Pełnił w nim kolejno stanowiska: dowódcy kompanii sztabowej, p.o. dowódcy garnizonu w Jachymowie, dowódcy pułkowej kompanii technicznej, komendanta szkoły podoficerskiej, 1 zastępcy dowódcy pułku i dowódcy 3 kompanii 9 batalionu piechoty. W tym czasie ukończył szereg kursów: dowódców kompanii technicznych w 5 pułku saperów w Pradze (2.12.1922-24.09.1923), sześciotygodniowy kurs gazowy w Ołomuńcu (1923), kurs doskonalący oficerów piechoty w Moście (1.11.1925-30.04.1926), kurs kawalerii w 1 pułku w Terezinie (13.06.-7.09.1927) i kurs dowódców urzędów i jednostek wojskowych w Pradze (15.10.1931-25.06.1932). W dniu 15 maja 1933 roku przeniesiony został do V Wydziału Ministerstwa Obrony Narodowej, gdzie był początkowo referentem oddziały szkolenia, a od 1 maja 1938 roku pełnił obowiązki szefa oddziału. W czasie mobilizacji jesienią 1938 roku pracowała w Wydziale Prezydialnym MON jako referent łączności telefonicznej i telegraficznej w kraju i zagranicą. W dniu 4 lipca 1939 roku opuścił MON w likwidacji i przeszedł do służby cywilnej w Najwyższego Urzędu Cen, gdzie był szefem III oddziału VII Wydziału. Jednocześnie zaangażował się w działalność konspiracyjnej organizacji „Obrona Narodu”.
W związku z ujawnieniem jego działalności konspiracyjnej i zagrożenie aresztowaniem w dniu 29 marca 1940 roku przekroczył granicę słowacką i przez Węgry udał się do Belgradu, gdzie dotarł 3 kwietnia 1940 roku. Następnie jako dowódca XIX transportu ochotników, udał się przez Grecję i Turcję do Francji.
27 maja 1940 roku został skierowany do obozu szkoleniowego wojsk czechosłowackich w Agde, a w dniu 10 maja 1940 roku został p.o. dowódcy 1 kompanii 2 batalionu. Na czele tej kompanii brał udział w czasie odwrotu od 10 do 26 maja 1940 roku w walkach z Niemcami. Po upadku Francji odpłynął 28 czerwca 1940 roku do Wielkiej Brytanii, gdzie dotarł 12 lipca 1940 roku.
Po przybyciu do Wielkiej Brytanii 12 sierpnia 1940 roku przydzielony został do 1 Czechosłowackiej Brygady Mieszanej, gdzie był początkowo zastępcą dowódcy, a od 11 lipca 1941 roku dowódcą 2 batalionu piechoty, którym dowodził do maja 1943 roku. Był także przewodniczącym sądu wojskowego brygady od 1 czerwca 1942 roku.
Wiosną 1943 roku czechosłowackiej Ministerstwo Obrony zdecydowało o wysłaniu grupy wyższych oficerów do ZSRR, w celu uzupełnienia kadry oficerskiej w tworzonych na terenie ZSRR oddziałach czechosłowackich. W tej grupie znalazł się również on.
W dniu 3 lipca 1943 roku wraz z grupą oficerów czechosłowackich został zaokrętowany w kanadyjski statek pasażerski „Duchess of York” w Glasgow. W czasie podróży do Afryki w dniu 11 lipca 1943 roku statek został zbombardowany przez samoloty niemieckie i został uszkodzony, później został zatopiony przez okręty eskorty. Pasażerowie i załoga została przejęta przez inne statki i okręty, on sam znalazł się na kanadyjskim niszczycielu HMCS „Iroquois”, którym dopłynął do Casablanki. Następnie udał się przez Lagos, Stanleyville, Chartum, Kair, Damaszek, Teheran, Baku, Astrachań, Saratów do Moskwy, gdzie przybył 7 września 1943 roku.
Następnie został skierowany do Nowochopiorska, gdzie 11 września został zastępcą dowódcy 1 Czechosłowackiej Samodzielnej Brygady. Następnie wziął udział w walkach o Kijów, gdzie także p.o. dowódcy pod nieobecność dowódcy płk. Svobody.
W styczniu 1944 roku został skierowany do Jefriemow, gdzie od 5 stycznia p.o. dowódcy, a 22 stycznia 1944 roku został dowódcą 2 Czechosłowackiej Samodzielnej Brygady Desantowej, na czele tej brygady wziął udział w operacji dukielskiej, a 26 września 1944 roku wraz z brygada został przerzucony na Słowację, gdzie do 28 października walczył w Słowackim powstaniu narodowym. Po upadku powstania wraz ze swoimi żołnierzami wycofał się w góry, gdzie brał udział w walkach partyzanckich do 19 lutego 1945 roku, gdy do terenu jego działania dotarły oddziały Armii Czerwonej.
Następnie odszedł do I Czechosłowackiego Korpusu, a w dniu 7 marca 1945 roku został dowódcą nowo tworzonej 2 Dywizji Piechoty w Kieżmarku, a którą tworzony na bazie 2 Brygady Desantowej. W kwietniu 1945 roku został odsunięty od dowodzeni i wszczęto przeciwko niemu proces w sprawie utratę batalionu z jego brygady. W maju 1945 roku przybył jednak do wyzwolonej Pragi i rozpoczął pracę w MON. W dniu 23 lipca 1945 roku skierowany został do ośrodka szkolenia wojsk w Milovicach, gdzie był komendantem do lutego 1949 roku. W tym czasie w okresie od 1 marca do 30 maja 1948 roku ukończył wyższy kurs dowodzenia w Pradze. W dniu 15 lutego 1949 roku został komendantem garnizonu w Brnie.
W dniu 16 maja 1949 roku został aresztowany i po śledztwie w czasie którego był torturowany, w procesie na podstawie fałszywych dowodów w dniu 30 lipca 1949 roku skazany na 4 lata ciężkiego więzienia, został zdegradowany do stopnia szeregowego i pozbawiony wszystkich odznaczeń. Potem w kolejnym procesie w dniu 2 grudnia 1949 roku skazany został na kolejne 4 lata więzienia, później otrzymał jeszcze kare sześciu miesięcy. Karę odbywał początkowo w więzieniu w Pradze, później w Pilznie i w Leopoldowie. W dniu 5 sierpnia 1953 roku opuścił więzienie po ułaskawieniu przez prezydenta.
Po wyjściu z więzienia pracował jako pracownik fizyczny w zakładach „Polabská Fruta” w Nymburku, a od 9 listopada 1959 roku jako stróż nocny w firmie „Středočeských dřevařských závodů” w Zábodovicach. W tym czasie cały czas podejmował starania o unieważnienie skazujących go wyroków, co ostatecznie uwieńczone został wyrokiem z dnia 20 października 1964 roku uniewinniającym go. W dniu 1 listopada 1964 roku został również przywrócony mu stopień wojskowy (generał major w st. spoczynku) i wszystkie odznaczenia.

## Awanse

### armia austro-węgierska
- kadet podchorąży (Kadett-Offiziersstellvertreter) (02.02.1916)

### Legion Czechosłowacki
- chorąży (Praporčík) (16.09.1917)
- podkapitan (podkapitán) (20.09.1918)
- kapitan (kapitán ruských légií) (17.10.1918)

### armia czechosłowacka
- kapitan sztabowy (štábny kapitan) (30.12.1922)
- major (major) (29.12.1928)
- podpułkownik (podplukovník) (09.07.1936)
- pułkownik (plukovník) (28.01.1944)
- generał brygady (brigádny generál) (25.10.1946, ze starszeństwem od 07.03.1945)
- szeregowy (vojín) (30.07.1949 – zdegradowany)
- generał major w st, spocz[1]. (generálmajor vo výslužbe) (01.11.1964 po rehabilitacji 20.10.1964)

## Odznaczenia
- Order Milana Rastislava Štefánika (1991 – pośmiertnie)[2]
- Order Sokoła z mieczami
- Krzyż Wojenny Czechosłowacki (1914–1918)
- Czechosłowacki Medal Rewolucyjny
- Medal Zwycięstwa
- Krzyż Wojenny Czechosłowacki 1939 (czterokrotnie)
- Czechosłowacki Medal za Odwagę w Obliczu Nieprzyjaciela
- Medal Wojskowy za Zasługi I stopnia
- Czechosłowacki Wojskowy Medal Pamiątkowy z okuciami F-VB-SSSR
- Order Słowackiego Powstania Narodowego I klasy
- Odznaka czechosłowackiego partyzanta
- Order Suworowa II stopnia (ZSRR)
- Order Wojny Ojczyźnianej I stopnia (ZSRR)
- Medal „Za zwycięstwo nad Niemcami w Wielkiej Wojnie Ojczyźnianej 1941–1945” (ZSRR)
- Krzyż Oficerski Legii Honorowej (Francja)
- Krzyż Wojenny z palmą (Francja)
- Order Partyzanckiej Gwiazdy ze złotym wieńcem (Jugosławia)
- Gwiazda za Wojnę 1939–1945 (Wielka Brytania)
- Gwiazda Atlantyku (Wielka Brytania)
- Medal Obrony (Wielka Brytania)
- Order Gwiazdy Rumunii III klasy za wojskowe męstwo